# Stokersdobbe
De Stokersdobbe is een klein natuurgebied van 5 hectare in de Nederlandse gemeente Opsterland, gelegen ten zuiden van het dorp Ureterp, aan de weg De Mersken. De dobbe wordt beschouwd als een pingoruïne, het overblijfsel van een pingo (vorstheuvel) uit de laatste ijstijd. Bij onderzoek bleek in 1979 dat de plas oorspronkelijk zo'n zes meter diep was. Het gebied is zeer nat en, inclusief de dobbe, door voortschrijdende verlanding vrijwel geheel dichtgegroeid met riet en grauwe wilg. Het terrein is in beheer bij It Fryske Gea en niet vrij toegankelijk.
In het wilgenbroek zijn verder wilde gagel, zwarte bes en waterviolier te vinden. Verder groeien er veel moerasplanten zoals watermunt, moeraswalstro en blauw glidkruid. Vogels die er broeden zijn er onder meer de rietgors, matkopmees en grasmus. De koekoek wordt in het gebied ook gesignaleerd en in de eiken achter de dobbe broedt incidenteel een buizerd.
Aeltsjemar
· De Alde Feanen
· Bakkeveense Duinen
· Bancopolder
· Bekhofschaans
· Bjirmen
· Blauhúster Puollen
· Bocht fan Molkwar
· Botmar
· Bouwepet
· Buismans Einekoai
· Bûtenfjild
· Van Coehoornbosk
· Delleboersterheide
· Diakonieveen
· Dobbe Stienser Aldlân
· Dobben Hurdegarypsterwarren
· Dunegeaster- en Follegeasterpolder
· Dyksfearten
· Eanjumerkolken
· Easterskar
· Einekoai Piaam
· Einekoaien Lytse Geast
· De Fluezen
· Grikelân en Turkije
· Grutte Wielen
· Heide Hulstreed
· De Hon
· Huitebuersterbûtenpolder
· Joodse begraafplaats Tacozijl
· Joodse begraafplaats Noordwolde
· Kapellepôle
· Ketelermar
· Ketliker Skar
· Kobbelân
· Lendebos
· Lindevallei
· Liphústerheide
· Makkumersúdmar
· Makkumerwaarden
· Mandefjild
· Martenastate
· Meulebos
· Meulereed
· Mokkebank
· Mûntsebuorsterpolder
· Noard-Fryslân Bûtendyks
· 't Oerd
· Ottema Wiersma reservaat
· Park Huize Olterterp
· Park Jongemastate
· Peazemerlannen
· Petgatten De Feanhoop
· Polders Koarnwert
· Ringwiel
· Rysterbosk
· De Ryp
· Schaopedobbe
· Séfonsterpolder
· Sippen-finnen
· Skiedingsboskje
· Slachtedyk
· Steile Bank
· Stokersdobbe
· Sudermarpolder
· Syp Set
· Taconisbosk
· Tsjongerwâlen
· Teroelster Sipen
· Unlân fan Jelsma
· Van Asperen einekoaien
· Warkumermar
· Warkumerwaard
· 't West
· Wilhelmina-oard
· Ychtenerfeanpolder